# キプロスの国旗
キプロスの国旗は1960年8月16日に採用され、2006年に細部のデザインが変更された。国土のキプロス島の形が黄金色でデザインされている。黄金色は、キプロス特産の銅（主に黄銅）を表し、下の葉は、ギリシャとトルコを表す二本のオリーブの枝であり、民族の平和を表す。
キプロスは常にギリシャ系とトルコ系の対立が絶えないこともあり、ギリシャ国旗の青とトルコ国旗の赤は意図的に避けられた。1974年のキプロス紛争以降のキプロスは、国際的に国家承認されているキプロス共和国と、トルコのみが承認している北キプロス・トルコ共和国に分断されているが、この国旗はキプロス共和国のものである。
なお、民間においてこの国旗が用いられる事は少なく、ギリシャ系住民はギリシャの、トルコ系住民はトルコの国旗をそれぞれ用いる事が多い。

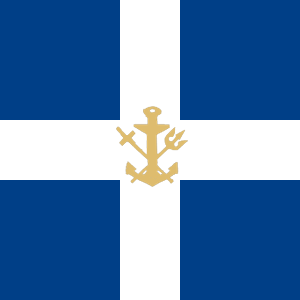
海軍用国籍旗
?イギリス領キプロスの旗（1881年 - 1922年）
?イギリス領キプロスの旗（1922年 - 1960年）
?制定直前の1960年4月から8月まで使われた旗
?キプロスの国旗（1960年 - 2006年）
北キプロス・トルコ共和国の国旗
?国連から提案された「キプロス連合共和国」国旗